# 久保亜希子
久保 亜希子（くぼ あきこ、1983年7月5日 - ）は、日本のアナウンサー、ナレーター。石川県七尾市出身。

## 人物・略歴
血液型はO型。趣味は舞台鑑賞・スポーツ観戦。愛称は「くぼちゃん」、「アッキー」。
京都女子大学文学部英文学科卒業後の2006年に、アナウンサーとして金沢ケーブルテレビネット（当時、現在の金沢ケーブル）へ入社。地元のプロサッカークラブ・ツエーゲン金沢公式戦の中継リポーターでデビューを果たしたことから、同チームのサポーターなどからは「ツエーゲンガール」とも呼ばれていた。
2012年3月末でKCTを退社した後に、4月からは大阪に本拠を置くセイ・タレントプロダクションへ所属。サンテレビやFM802の契約アナウンサーとして、定時ニュース・天気予報などを担当していた。
2016年3月末でセイ・タレントプロダクションを退社するとともに、フリーアナウンサーとして地元・石川県内での活動を再開。同年4月からは、北陸朝日放送平日午後の情報番組『2時はどきどき5ch』に出演している。出演期間中の2018年1月に、中途採用扱いで北陸朝日放送に入社。
2023年1月末で北陸朝日放送を退社。 スタートアップ企業playgroundの広報を経てPR会社Story Design houseに入社。一方でナレーター事務所CUVEと業務提携し、ナレーターやMC業を再開したことを自身のSNSで明らかにしている。セイアカデミー局アナ受験対策コース講師。

## 過去の担当・出演番組

### 金沢ケーブルテレビネット
- サッカー北信越リーグツエーゲン金沢戦生中継（2006年4月23日 - 2011年）
- カラオケグランプリ（2006年6月 - 2012年3月）
- 北國新聞ニュース24（2006年7月 - 2012年3月）
- いいね金沢ケーブルリポート
- みなさんこんにちは
- まちスタ530
- この人に聞く

### フリーアナウンサー時代
- SUN-TVニュース（金曜日） - 2013年10月以降は、同曜日に放送される情報番組『2時コレ!しっとぉ!?』（14:00 - 15:28）内のニュースも担当。
- SUN-TV日曜夕刊
- キラリ☆けいざい

以上はいずれもサンテレビの番組で、2012年4月から2016年3月までキャスターを担当。
- せのぶら! → 西川きよしのおしゃべりあるき目です（朝日放送、テレビショッピングコーナー「ええもんあります!せのぶら本舗」→　「おしゃべりあるき目ですショッピング」リポーター）
- FM802報道センター（木曜日14:00 - 23:00担当キャスター） - 『HEADLINE NEWS』『WEATHER INFORMATION』『FUNKKY SPORTS INFORMATION』を担当

### 北陸朝日放送
- 2時はどきどき5ch（2016年4月4日 - 2019年3月28日、番組終了時点では月 - 木曜日に出演）
- ギュッ!と石川 ゆうどきLive - 月曜・火曜MC、水曜中継リポーター（2020年3月までは月曜‐木曜MC）、金曜中継リポーター (2020年度 - 2022年12月）
- HABスーパーJチャンネル月曜-水曜キャスター（平日夕方のローカル帯、2021年3月28日‐）
- ANNニュース（土曜・日曜昼のローカルニュース、2020年4月-シフト勤務）
- ANNスーパーJチャンネル（土曜・日曜夕方のローカルニュース、2020年4月‐シフト勤務）
- HABニューススカッシュ